# Amniotomia
L'amniotomia è un intervento chirurgico di rottura delle membrane fetali di supporto indotta artificialmente da un ginecologo o un ostetrico utilizzato per indurre e accelerare il travaglio e il parto. È nota anche con l'acronimo AROM, dall'inglese artificial rupture of membranes.
Sul suo uso abitudinario tuttavia i pareri sono discordi; sebbene sia stata utilizzata a lungo come intervento di routine, alcuni studi recenti suggeriscono che l'uso vada limitato a particolari situazioni cliniche. L'amiotomia risulta ottimale quando la dilatazione del collo dell'utero supera i 5 cm e la testa è ben posizionata; favorisce inoltre l'efficacia dell'ossitocina sulle contrazioni uterine. Può essere indicata, invece, in caso di sofferenza fetale e di parto distocico.
L'accelerazione del parto dovuta ad amniotomia è rilevante nelle multipare, meno nelle nullipare. Dall'altra parte l'uso dell'amniotomia aumenta leggermente il rischio di infezioni intrauterine e può essere associata a bradicardia del cuore fetale per prolasso del funicolo ombelicale. Ha invece un ruolo modesto nel ridurre l'incidenza di parti cesarei da sola o con somministrazione di ossitocina; il rischio è invece equiparabile a quello dovuto a somministrazione di prostaglandina E2.

## Clinica

### Anatomia e fisiologia
La cavità amniotica è uno spazio chiuso all'interno dell'utero in cui il feto si sviluppa e viene protetto durante il periodo antepartum. Questa cavità è costituita da una membrana a doppio strato, composta da uno strato interno noto come l'amnios e uno strato esterno noto come il corion. Questo spazio potenziale si forma all'inizio della gravidanza e si riempie di liquido sieroso durante le prime settimane di gravidanza. Con lo sviluppo ulteriore del feto, in particolare del sistema urinario fetale, la quantità di liquido in questo spazio potenziale aumenta poiché il feto in sviluppo elimina l'urina. La maggior parte del liquido amniotico è costituita dall'urina fetale. Di solito, questa barriera rimane integra per tutta la durata della gestazione, e le membrane amniotiche si rompono spontaneamente, rilasciando il liquido amniotico o subito prima del travaglio spontaneo o talvolta dopo l'inizio del travaglio spontaneo.

### Indicazioni
Le due principali ragioni per la rottura artificiale delle membrane sono indurre o potenziare il processo di travaglio o assistere nell'inserimento di dispositivi di monitoraggio fetale interni per fornire una valutazione diretta dello stato del feto. Il monitoraggio del battito cardiaco fetale e dell'attività uterina può essere facilmente ottenuto tramite sistemi di monitoraggio esterni. Tuttavia, in determinate circostanze, è richiesta una valutazione più diretta del battito cardiaco fetale o dell'attività uterina durante il travaglio. La membrana amniotica costituisce un ostacolo fisico a questa forma di monitoraggio, e per posizionare un elettrodo per il cuoio capelluto fetale o un catetere per la pressione intrauterina, le membrane devono necessariamente essere rotte prima dell'inserimento.

### Complicanze
Anche le complicanze sono relativamente poche. La rottura delle membrane elimina la principale barriera tra il feto e l'ambiente polimicrobico della vagina. Se eseguita troppo presto nel processo di travaglio, vi è un aumentato rischio di corioamnionite intrapartum. La complicanza più comune della rottura artificiale delle membrane è la prolasso del cordone ombelicale. Questo si verifica inevitabilmente dopo la rottura se questa viene eseguita quando la testa non è ancora inserita nel bacino materno. Nel caso di una testa fetale non ancora impegnata, la rottura delle membrane può permettere al cordone ombelicale di precedere la testa fetale quando avviene il rilascio del liquido amniotico. Ciò consentirà alla testa fetale di comprimere la sezione del cordone ombelicale che la precede, causando generalmente una bradicardia fetale e rendendo necessaria un'urgente cesareo. Questa complicanza dovrebbe essere facilmente evitabile, rappresentando una causa iatrogena di parto d'urgenza.